# ساديو كامارا
الجنرال ساديو كامارا (من مواليد 22 مارس 1979) هو ضابط عسكري مالي يشغل حاليًا منصب وزير الدفاع، والذي شارك بنشاط في انقلاب مالي عام 2020 مع العقيد أسيمي غويتا الذي أطاح بحكومة إبراهيم بوبكر كيتا.